# Balconata di Ormea
La Balconata di Ormea è un sentiero di circa 40 km di lunghezza su una quota media di 1200 m, situato nel comune di Ormea, in provincia di Cuneo, nell'Alta Val Tanaro.

## Storia

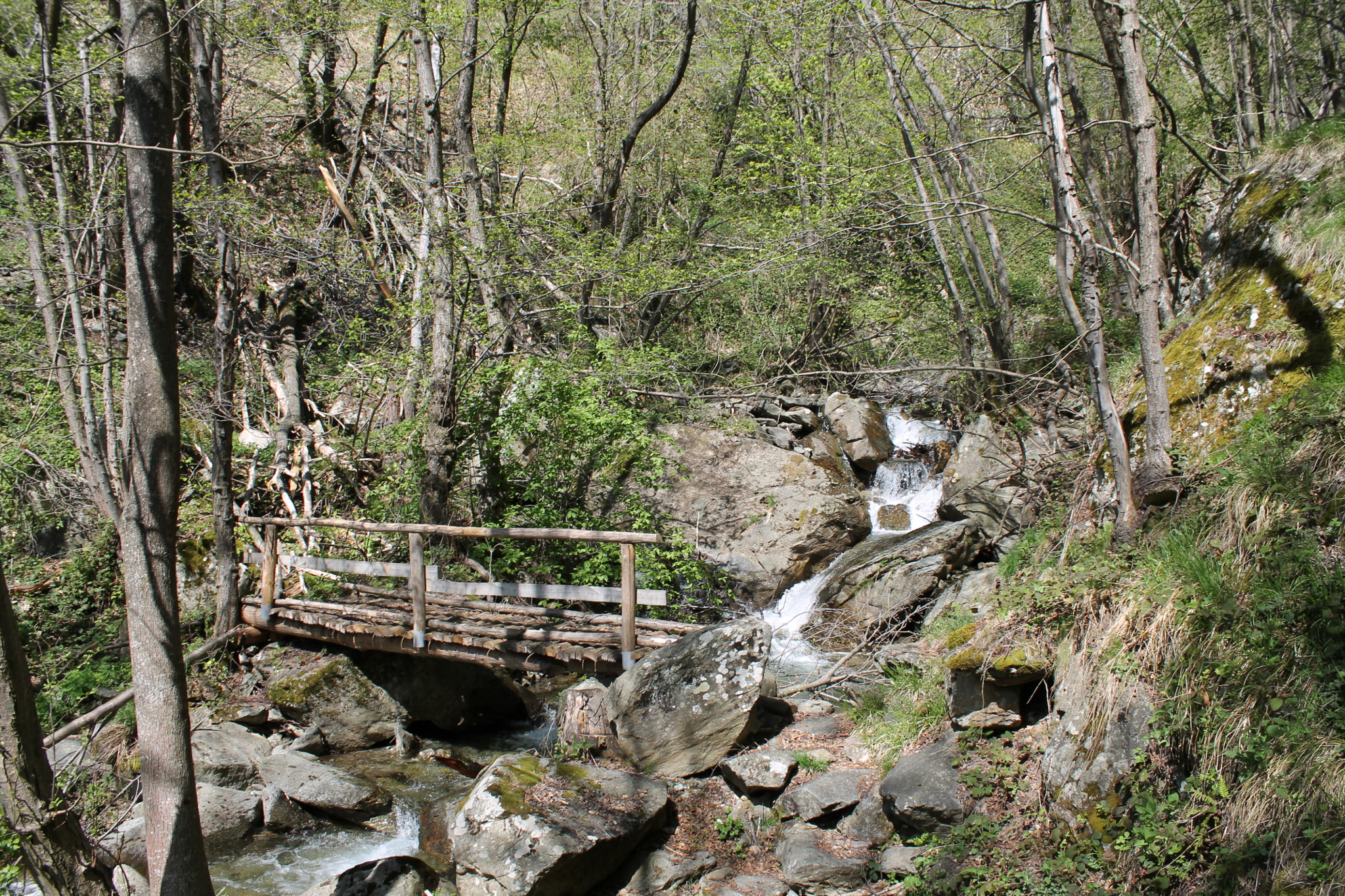
Uno dei ponti in legno sul percorso dell'itinerario

La sezione del CAI di Ormea ha avviato nel 1999 un progetto di ricerca e di ripristino di antichi sentieri che univano le borgate situate lungo il versante a mezzogiorno dell'Alta valle del Tanaro. Alla fine del progetto si è ottenuto un percorso che collega il territorio di 9 frazioni incontrando 24 borgate. Molte di queste risultano ormai abbandonate, ma altre sono animate sia alcuni residenti stabili o nei mesi estivi grazie al turismo.
Anche se supportati dalla Comunità montana Alto Tanaro Cebano Monregalese, i lavori hanno impegnato i soci del CAI per alcuni anni e sono stati impegnativi, anche perché molte zone erano abbandonate da tempo e la vegetazione aveva ormai invaso i sentieri. Oltre a questo, è stato necessario anche costruire diversi ponti in legno reperendo il materiale in loco, al fine di attraversare i numerosi ruscelli presenti.
La sezione ormeasca del CAI cura tuttora la manutenzione di quanto realizzato.

## Caratteristiche

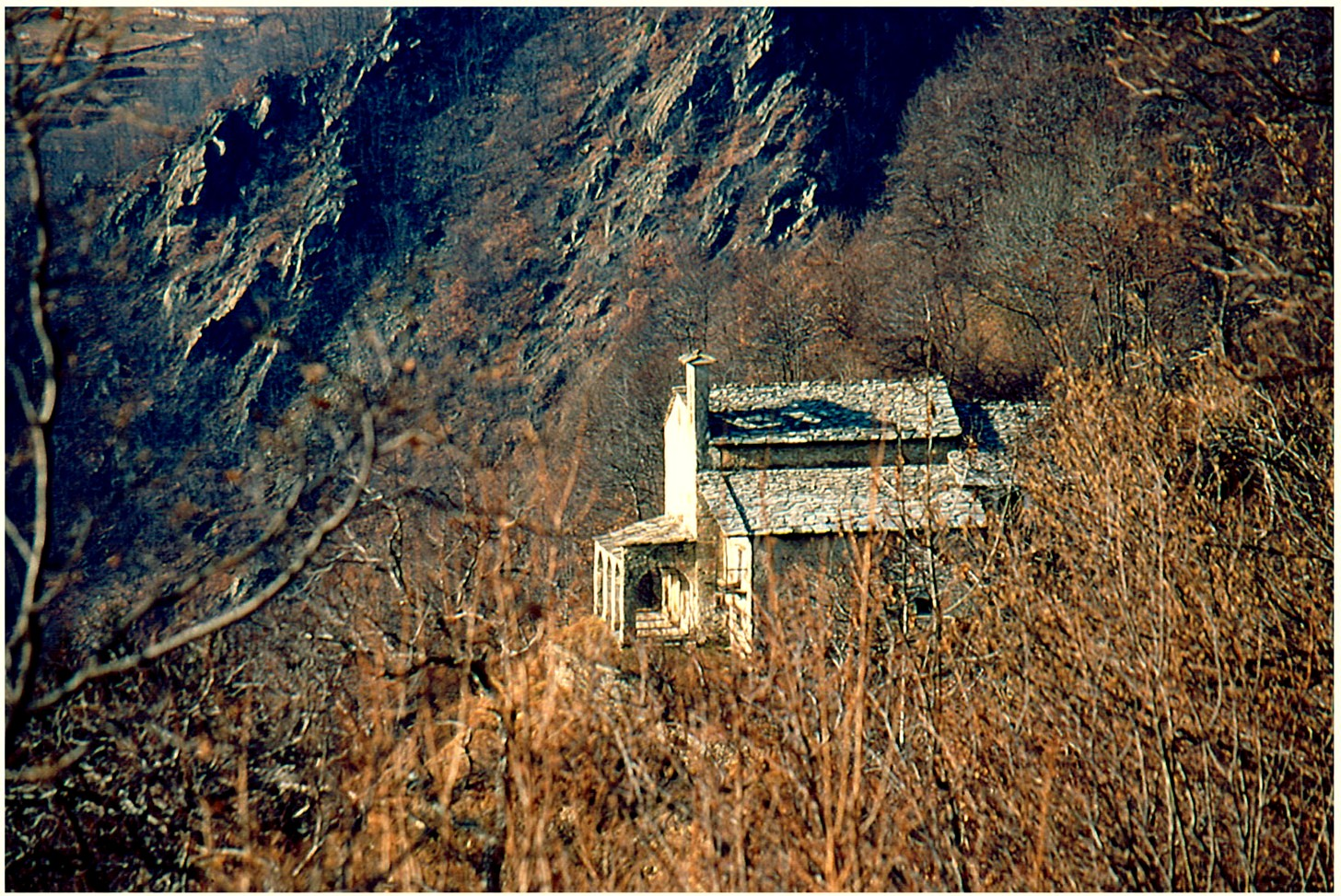
Albra: chiesa del Santo Sudario, XVII secolo

La montagna percorsa dalla Balconata di Ormea è quella media, quella che i valligiani nei secoli passati hanno osservato, lavorato, modificato per poter ricavare l'indispensabile alla sopravvivenza. Hanno scavato e costruito migliaia di chilometri di muri in pietra a secco per ricavare dei terrazzamenti dove coltivare i prodotti della terra. Hanno curato i castagni che producevano in abbondanza i frutti che essiccati permettevano di mangiare tutto l'anno. Allevavano vacche, capre e pecore per il latte e il formaggio. Usavano i muli per trasportare su carri o a basto i materiali che dovevano spostare. Costruirono case in pietra con i tetti racchiusi coperti di paglia di segale, il cereale più resistente del grano utile per il pane.
Nelle numerose borgate si possono trovare chiese del XVI e XVII secolo, forni comunitari usati per cuocere il pane, case in pietra, fienili, piloni votivi ed essiccatoi per le castagne.
I panorami sulla valle principale e su quelle laterali, sulle cime dal Monte Mongioie, al Pizzo d'Ormea, al Monte Antoroto, al Monte Galero e al Monte Armetta rendono onore al suo nome. Ogni stagione dell'anno, compreso l'inverno, con il variare dei colori e dei profumi, rende unico e diverso l'ambiente circostante.

## Il percorso

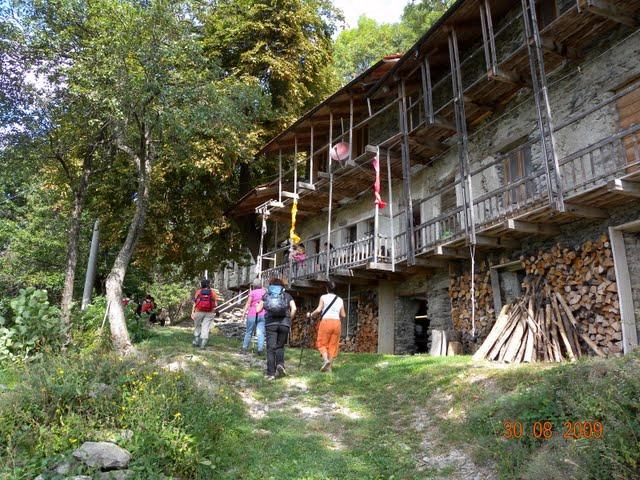
Una casa rurale nella borgata Airola

Il sentiero non è mai troppo impegnativo, è un susseguirsi di saliscendi non troppo accentuati, che chiunque, con un minimo di allenamento, può affrontare.
Il verso di percorrenza proposto dal CAI è quello da est ad ovest, ma si può percorrere anche in quello opposto.
Si inizia da Eca (850 m s.l.m.), all'estremità orientale del territorio comunale, e si arriva a Viozene, ad ovest. Il punto di maggior altitudine si raggiunge alla chiesa di San Giovanni Battista alla Colma (circa 1500 m s.l.m.).
Lungo il percorso si trovano strutture di appoggio.  A Chionea e Quarzina ci sono due rifugi escursionistici che ci permettono di dividere in 3 giorni il tracciato. A Chionea e Aimoni dei B&B. Ad Aimoni e Viozene degli alberghi. 
Se il tracciato completo è un po' troppo impegnativo e difficile da organizzare per quanto riguarda la parte logistica (occorre avere un'auto o un pullman a Viozene o ad Eca che ci raccolga all'arrivo), si possono scegliere dei tour di lunghezza più limitata e che hanno Ormea come punto di partenza e di arrivo. Nell'ufficio turistico di Ormea sono a disposizione delle pubblicazioni con la descrizione di questi itinerari e con una cartina che ne presenta il percorso.

## Manifestazioni
Ogni due anni la sezione del CAI di Ormea organizza La Balconata tutta d'un fiato, un'escursione che percorre in un sol giorno, impiegando circa undici ore, tutto il tracciato della Balconata..
In occasione dell'ultima domenica di agosto si svolge la passeggiata eno-gastronomica I Sapori della Balconata con pranzo itinerante a base di piatti e prodotti locali.